# Aspyr Media
Aspyr — американская частная компания, разработчик и издатель компьютерных игр. Располагается в городе Остин, Техас, (США). Основная специализация студии — портирование игр из-под Microsoft Windows на macOS, Linux, Android и iOS.

## История
Студия работает с 1996 года.
Aspyr тесно сотрудничала с Universal, Paramount, Warner Bros., LucasArts, Electronic Arts, Activision и Eidos, портировав такие игры и серии как Harry Potter, SimCity 4, The Sims, The Sims 2 и Sims Life Stories, Madden NFL Football, Star Wars, Tony Hawk, Battlefield 1942, Command & Conquer: Generals, Command & Conquer: Generals — Zero Hour, Doom 3, Deus Ex, Call of Duty, Call of Duty 2, James Bond 007: Nightfire, Quake 4 и Tomb Raider на платформу macOS.
В последние годы они начали заниматься портированием игр с платформы Game Boy Advance под Windows, Aspyr Media портировала такие игры, как Stubbs the Zombie in «Rebel Without a Pulse» для Mac, Windows и Xbox.
В 2014 году студия выпустила порты Call of Duty: Modern Warfare 2 и Call of Duty: Modern Warfare 3 для macOS. С 2014 года компания занимается портированием игр на Linux/SteamOS и опубликовала Civilization V, Sid Meier’s Civilization: Beyond Earth, Borderlands 2, Fahrenheit. В декабре того же года компания завершила портирование своей первой игры для Android — Star Wars: Knights of the Old Republic.
21 декабря 2017 года была портирована игра Civilization VI на Mac и iOS.
Кроме того, Aspyr изготовила и распространяет несколько музыкальных альбомов и документальных фильмов. Они также создали игру Tony Hawk для PocketPC, хотя данная платформа не является их основной работой.
18 декабря 2020 года была портирована игра Star Wars: Knights of the Old Republic II — The Sith Lords на iOS и Android.
3 февраля 2021 года Aspyr Media была приобретена Embracer Group за 100 млн $ и реорганизована в качестве дочерней студии Saber Interactive.
10 сентября 2021 года Aspyr Media, при поддержке Lucasfilm Games и PlayStation Studios, анонсировали ремейк Star Wars: Knights of the Old Republic для платформ PlayStation 5 и ПК под управлением Windows. Позже игра также появится и на консолях Xbox.
В марте 2024 года студия, вместе с подразделением Beamdog, была отделена от Saber Interactive в результате сделки с Embracer Group.